# Tamboicus fuhrmanni
Tamboicus fuhrmanni is een hooiwagen uit de familie Sclerosomatidae.